# Triclistus congoensis
Triclistus congoensis là một loài tò vò trong họ Ichneumonidae.